# ジョン・オズボーン (第11代リーズ公爵)
第11代リーズ公爵ジョン・フランシス・ゴドルフィン・オズボーン（英語: John Francis Godolphin Osborne, 11th Duke of Leeds、1901年3月12日 – 1963年7月26日）は、イングランド貴族。1901年から1927年までカーマーゼン侯爵の儀礼称号を使用した。

## 生涯
第10代リーズ公爵ジョージ・ゴドルフィン・オズボーンと妻キャサリン・フランシス（Katherine Frances、旧姓ラムトン（Lambton）、1862年9月5日 – 1952年12月6日、第2代ダラム伯爵ジョージ・ラムトンの娘）の息子として、1901年3月12日にイタリア王国のボルディゲーラで生まれた。イートン・カレッジとケンブリッジ大学ジーザス・カレッジで教育を受けた。
1927年5月10日に父が死去すると、リーズ公爵位を継承した。しかし、父がギャンブルにより多額の負債を残したため、1930年に所領のホーンビー城を解体・売却せざるを得ず、自身は南フランスのコート・ダジュールに引っ越した。
1933年3月27日にイルマ・デ・マルコゾーニと結婚した。イルマはセルビア人のバレーダンサーだったが、アメリカの富豪フランク・アサートン・ハワード（Frank Atherton Howard）と駆け落ちしたため、2人は1947年に離婚した。リーズ公爵は1948年12月21日にオードリー・ウィリアムズ（Audrey Williams、アーサー・エヴァンス・ベッドワード・ウィリアムズの元妻、デズモンド・ヤングの娘）と再婚して、1女をもうけた。
- カミラ・ドロシー・ゴドルフィン（英語版）（1950年8月14日 – ） - 1971年、ロバート・ジュリアン・ブランロー・ハリス（Robert Julian Brownlow Harris、クリストファー・マネー・ハリスの息子）と結婚して、子供をもうけたが、2人は1976年に離婚した。1977年、ナイジェル・デンプスター（英語版）（1941年11月1日 – 2007年7月12日）と再婚して、子供をもうけたが、2人は2002年に離婚した

リーズ公爵はオードリーとともにジャージー島に引っ越したが、オードリーが近衛連隊の士官と不倫関係をもったため、2人は1953年に離婚した。リーズ公爵は1955年2月22日にキャロライン・フルール・ヴァッチャー（2005年7月16日没）と再婚した。

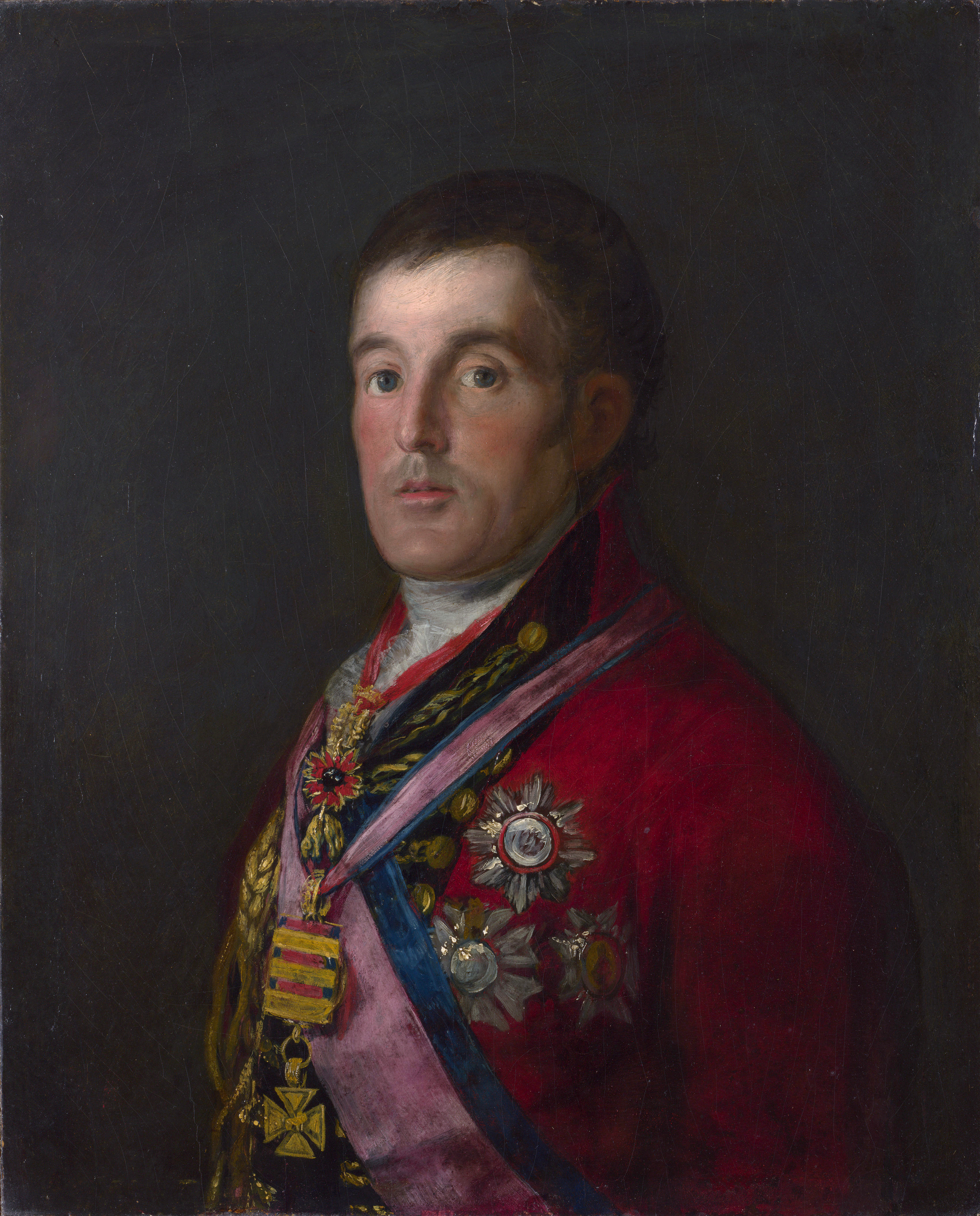
リーズ公爵が売却した、フランシスコ・デ・ゴヤによる初代ウェリントン公爵アーサー・ウェルズリーの肖像画。1812年から1814年ごろの作品。

1961年、フランシスコ・デ・ゴヤによる初代ウェリントン公爵アーサー・ウェルズリーの肖像画をオークションで売却した。アメリカの美術収集家チャールズ・ビアラー・ライズマンが14万ポンドで落札したが、イギリス政府が介入してアメリカへの売却を阻止、代わりに政府が同じ金額をリーズ公爵に支払って絵画を購入するとした。絵画はロンドンのナショナル・ギャラリーで展示されることになったが、8月21日に盗難された。以降しばらく行方不明になり、王立芸術院会長を務めたことのあるサー・ジェラルド・ケリーが1964年に絵画がゴヤの作品ではないと主張する事件も起こった。1965年初、『デイリー・ミラー』紙の編集部が犯人に絵画の返還を呼びかけるキャンペーンをはじめ、犯人はこれに応じて同年5月5日に匿名で絵画を返還した。ただし、リーズ公爵自身は1963年に死去しており、絵画の返還を見ることはなかった。犯人は1969年7月に自首し、絵画を盗んだことは認めたが、窃盗自体が目的ではなく、自身の政治キャンペーンへの注目を集めることが目的だった供述した。結局、犯人は絵画の窃盗では無罪になり、額縁の窃盗でのみ有罪となった。
1963年7月26日に死去、娘しかもうけなかったため爵位は曽祖父の弟の孫にあたるフランシス・ダーシー・ゴドルフィン・オズボーンが継承した。
娘カミラによると、第11代リーズ公爵には「人生の目的が全くなかった」（He had absolutely no purpose in life）という。